# ルイス・バカルター

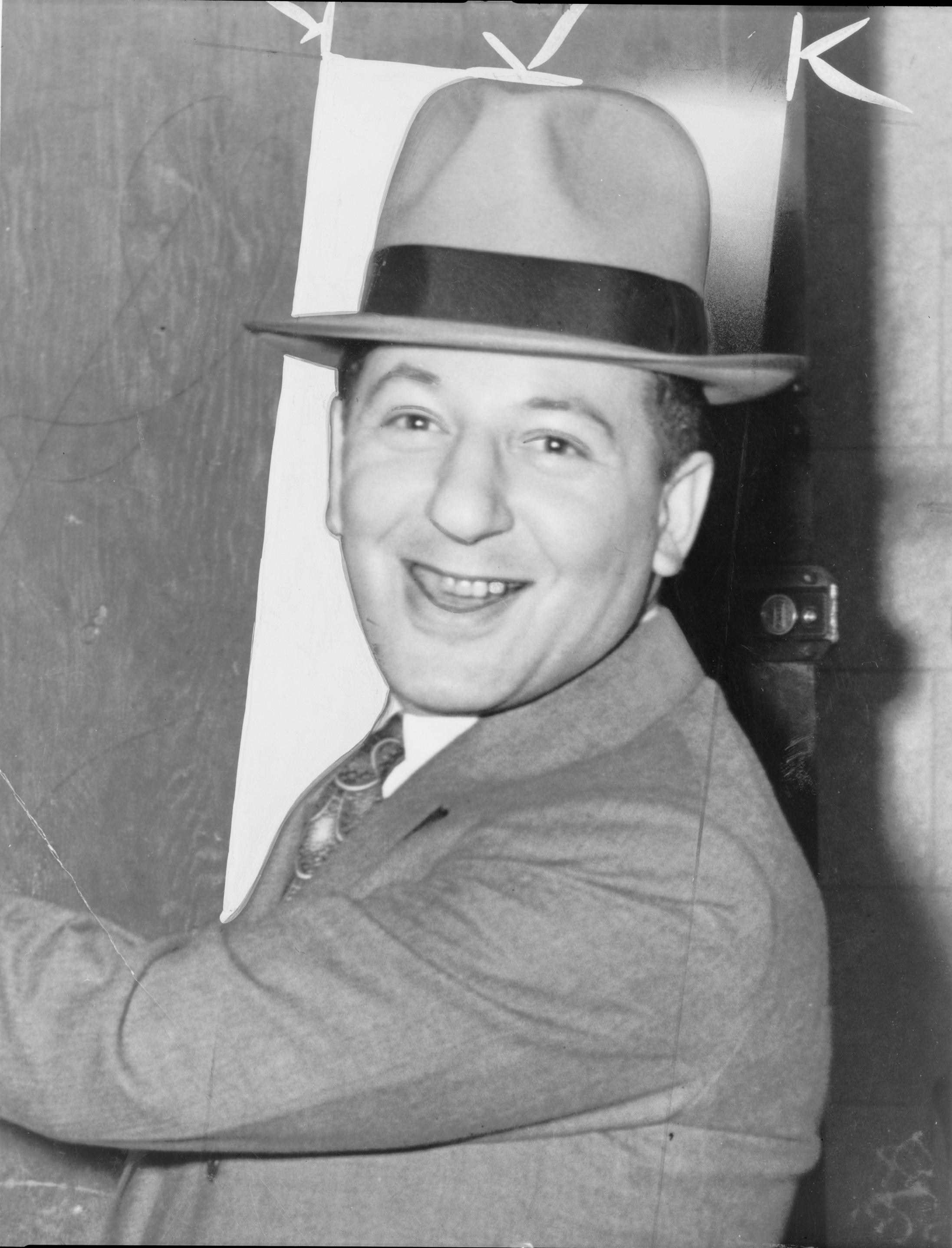
ルイス・バカルター（1939年撮影）

ルイス・“レプキ”・バカルター(Louis "Lepke" Buchalter、1897年2月12日 - 1944年3月4日)はニューヨークのユダヤ系ギャングスター。
イタリア系の犯罪組織と手を組みマーダー・インク(殺人株式会社)と呼ばれる暗殺部隊を指揮していた。2014年現在、アメリカのギャングの大物ボスで死刑になった最初で最後の人物。
あだ名は、イディッシュ語で｢小さなルイス｣を意味する"Lepkeleh"から来ており、これは母が少年時代に彼をそう呼んでいたことにちなむ。

## 生涯
ニューヨーク・マンハッタンのロウアー・イースト・サイド（Lower East Side, Manhattan）で、東欧出身のユダヤ移民の間に5人兄弟の末っ子として生まれる。1910年、学校を中退し、舞台道具の販売員として働いた。兄の説得に逆らってストリートギャングの道に入った。オーチャードやデランシーの街角で行商しながらスリをし、行商人から金や金品を巻き上げていた。1916年5月、セールスマンのサンプルケースを持って逃走し逮捕された。恩赦で出所した後、1917年まで更生の為コネチカット州ブリッジポートの叔父の家に寄宿させられたが、ほどなくニューヨークに戻った。1918年から1920年にかけて、コソ泥やスリ、略奪を繰り返しては短期の服役を重ねた。

### 組合支配
1922年3月の出所後、生涯の友ジェイコブ・"グラ"・シャピロと知り合い、ガーメント地区（アパレル問屋街）で犯罪活動を始めた。一説にベンジャミン・ファインの労働組合たかりの一派にいたという。ファインが摘発された後はリトルオーギー・オーゲンのギャングで下働きしていた。シャピロと共にガーメント地区の組合でオーナーと労働者の両方に上納金取立てを行った。この頃、ラッキー・ルチアーノと、オーゲンのパトロン、アーノルド・ロススタインを通じて知り合った。逆らう者には店の破壊、放火、暴行など制裁を加えた。ライバルギャングのネイサン・"キッドドロッパー"・カプランが殺されると、そのテリトリーを縄張りに加え、更に1927年10月、ロススタインと語らってオーゲンを銃殺した（オーゲンの用心棒のレッグス・ダイアモンドも銃弾を浴び大怪我した）。オーゲン殺しで逮捕されたが、証拠不十分で釈放された。
カプランら従来のレイバーギャングは組合を脅して金をとっていたが、バカルターは配下を組合内部に送り込み、中からコントロールする手法を取った。手下が組合員を焚き付けて騒動を起こさせ、組合リーダーはバカルターに解決を依頼、バカルターは手下に処理させ、リーダー達から手数料を取る。組合選挙は、投票箱を監視するバカルターの武闘団に仕切られ、組合人事を動かした。組合の実権を握ってから、経営者・工場主に狙いを定める。組合問題の折衝を請け負って配下を送り込み、会社の帳簿を管理させ、腹心の業者と外注契約を結ばせて業者からキックバックを得た。衣料職人やパン屋など比較的おとなしい職人集団をターゲットにした。反抗する者は配下のギャングがこん棒で痛めつけ、当局に密告する組合員には顔に酸をかけ、抵抗する工場主には商売道具や商品を破壊した。
こうして革製品、パン屋配送業、花屋、毛皮メーカー、帽子工場、輸送会社など幅広い分野に影響力を広げた。組合会費や上納金の収入はうなぎのぼりになり、側近のシャピロやハイミー・ホルツはバカルターを天才と呼んだ。その後も水供給業、建設、ホテル、レストランに勢力を広げた。バカルターの組合利権はシチリア勢のサルヴァトーレ・マランツァーノにうらやましがれ、またジョー・マッセリアより稼いでいたと言われる。手下のギャングは定額給ではなく、経験と実績に基づくサラリー制とし、見習いは週25-35ドル、経験を積むと週125-150ドルまで上がった。バカルターのギャング団は、250人規模のスラッガーとガンマンの混成軍団と言われた。
1930年代、著名な組合運動指導者だったシドニー・ヒルマン合同衣類労働組合議長とタッグを組み、政敵を封じ込める汚れ役を引き受ける代わりに組合犯罪の告発から保護された。1930年代初めガーメント地区に進出したイタリア系のルッケーゼ一家と提携した。
1931年、戦争で夫を亡くしたロシア系英国人の未亡人と結婚し、連れ子を養子にして溺愛した。ミッドマンハッタンの豪勢なマンションに住み、運転手の車で競馬場に足を運んだ。冬はフロリダ、カリフォルニア、ホットスプリングスなど全米を旅行した。ジミー・ハインズ、ジョー・アドニス、ルチアーノ、マイヤー・ランスキーらとホットスプリングスに旅行に出かけた。

### マーダー・インク
1931年、イタリア系マフィアの抗争でマッセリア、マランツァーノの両ボスが暗殺されたが、この抗争平定に協力した報償として全米犯罪シンジケートの重役の座を得た。1931年11月10日、フランコニアホテルでユダヤ系ギャングの会議をしていた時、尾行していた警察にベンジャミン・シーゲルらと共に逮捕された。犯罪謀議の集会をしていたとの容疑だったが証拠なく放免された。更にシーゲルの管理下にあった殺人結社マーダー・インクを引き継ぎ、その社長に就任すると、副社長のアルバート・アナスタシアと共に規律破りのギャングに対する処刑業務を100件以上取り仕切った。1935年、ダッチ・シュルツの殺害にも関与し、シュルツの縄張りの分配に与った。手下には「殺す」「抹殺する」といった言葉の使用を禁じ、粛清・処刑には「hit」を使うよう求めた。もし陰で会話を盗み聞きされても「hit」なら法廷で何の証拠にもならなかった。マーダー・インクという名称は、ニューヨーク・ワールドテレグラフのハリー・フリーニーが命名した。
1930年代前半よりFBIにマークされ、警察もバカルターの闇の権力を認知していたが、組織の人間を各地に派遣するだけで自らの手を汚さないバカルターを有罪にできなかった。1933年6月、マイク・コッポラ（ジェノヴェーゼ一家）といるところを逮捕したが、家宅捜索しても何も出てこず結局放免した。バカルターは銃の不法所持といった微罪にもならないよう銃の所持すら警戒していた。

### 麻薬密輸
1928年、ロススタインの死に伴い、ジェイコブ･"ヤーシャ"・カッツェンバーグら麻薬人脈を引継ぎ、1930年代にかけヘロインの国際密輸オペレーションの陣頭に立った。一説にブロンクスに自前の麻薬精製工場を持っていたとされる。連邦麻薬捜査局ＦＢＮによれば、1935年から1937年まで1000万ドル相当のヘロイン他ドラッグを世界周遊旅行を装った女性に運ばせ、日本領だった天津から計6回の航行を通じてニューヨーク港に持ち込んだ。ヘロインの入った梱包は関税証が貼られた。関税役人には1回の密輸につき1000ドルが支払われた。関税スタンプは8色で、入港日に応じて色が変わった。バカルター自身は資金を拠出せず、麻薬の全利益の半分を取り、麻薬業者への卸売りでも半分のマージンを取り、卸売りでは自分の配下を使った。

### 潜伏と指名手配

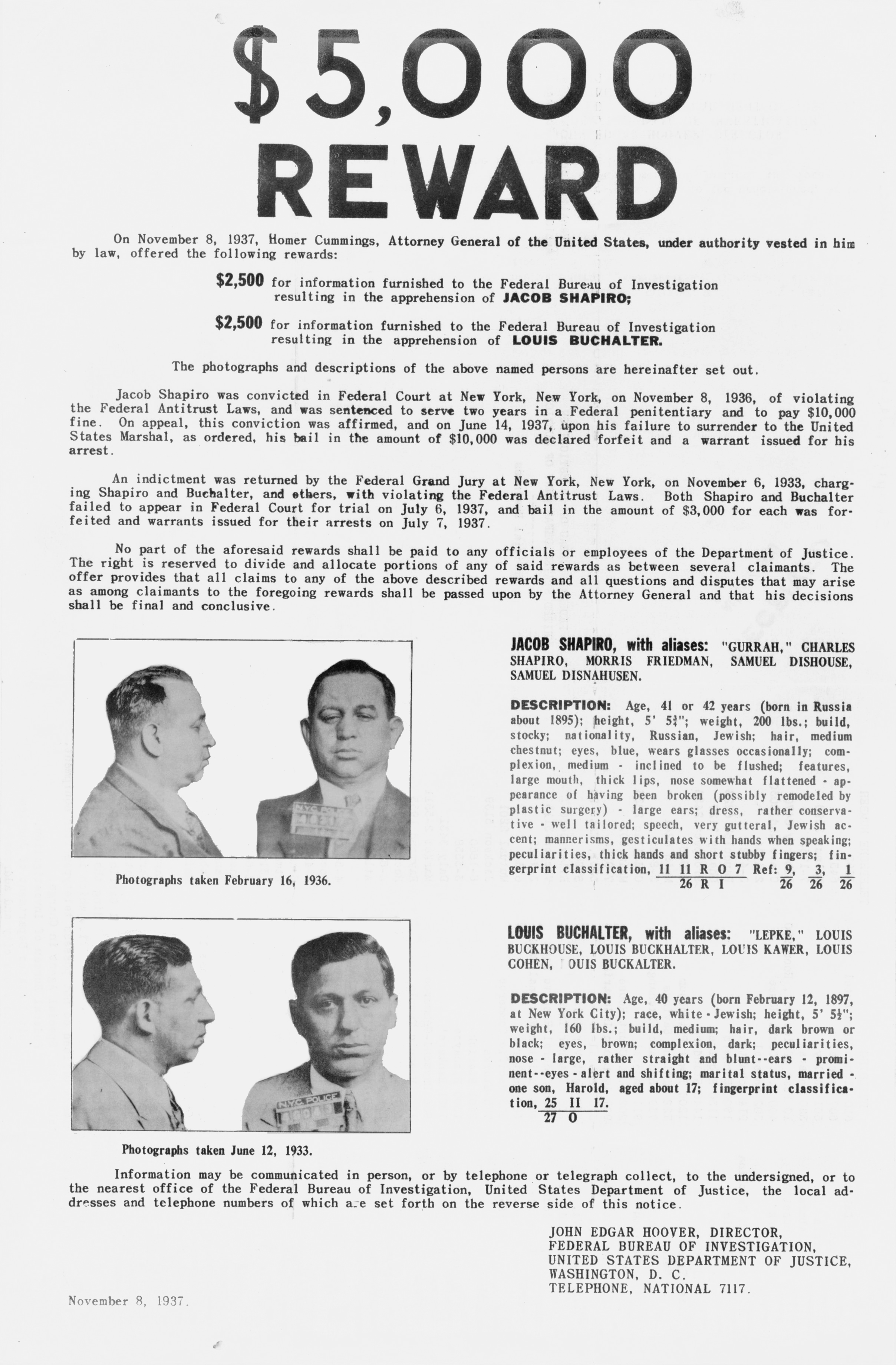
FBIによるバカルターとシャピロの指名手配書（1937年）

1936年10月、シュルツの死やルチアーノ摘発に飽き足らないニューヨーク州特別検察官トーマス・デューイは、バカルターを公共の敵と非難し、その傘下の強請団を摘発することに成功した。
一方、連邦検察及びFBIは1932年にバカルターのギャング団を取り逃がして以来ずっとバカルターを追いかけていたが、1936年11月、シャピロと共に毛皮産業の独占支配の容疑で告訴した。反トラスト法違反で2年刑の有罪となったが、1937年3月上訴して無罪となった（シャピロは有罪のまま）。その後、反トラスト法違反で再起訴された時に出廷せず、保釈金を放棄してシャピロと共に逃亡した。8月、デューイに2500ドルの懸賞金をかけられ指名手配された。11月、連邦検察は2500ドルの懸賞金をかけたが、程なく5000ドルに上げ、これに呼応するようにデューイも懸賞金を2倍にしたため、11月末までに連邦検察と州検察（デューイ）の懸賞金が合わせて1万ドルに達した。ニューヨークのヘロイン密輸団を独自に内偵していたFBNが、同年12月、バカルター含む総勢31人を麻薬取締法違反で告発した。
FBNからヘロイン密輸、連邦検察から反トラスト法違反（ガーメント地区の産業支配）、ニューヨーク州マンハッタン検察からガーメント地区の組合強請や殺人、更にニューヨーク州ブルックリン検察から殺人共謀と、4つの司法捜査当局から同時に追いかけられた。
公共の敵となって以来、自分を有罪にする恐れのある関係者、元関係者を次々と消していった。1939年7月までに6人が殺され2人が失踪していた。潜伏中ニューヨークを離れたとも国外脱出したとも囁かれたが、実際はブルックリンの隠れ家やアジトを転々としていた。

### 投降
誰が大物バカルターを捕まえるかでFBN、FBI、警察、検察が争った。バカルターは、殺人罪の起訴ではないこと、刑期は10年を超えないことを条件にデューイに密かに自首を打診し、FBIにも似たような打診をしていたと言われた。1938年4月にFBIへ投降して連邦裁判にかけられたパートナーのシャピロは反トラスト法違反で3年刑だった。州検察のデューイはバカルターに250年の刑期に相当する重い告訴を検討していることを公言していた。連邦法（反トラスト法や麻薬取締法）の方が州法（強請や殺人）より総じて刑が軽かったため、バカルターが自首するなら連邦の方だと見られていた。
1939年8月24日、ニューヨークのマンハッタンの街中でフーヴァーFBI長官が待機する車のもとに現れ、自首した。フーヴァーへの口利きはシンジケートの大物に頼ったといわれ（一説にフランク・コステロ）、著名コラムニストのウォルター・ウィンチェルを介してフーヴァーと接触した（ウィンチェルはコステロ、フーヴァーの共通の知人）。身柄確保の現場にはウィンチェルがフーヴァーと一緒に待機していた。ウィンチェルは2日後に事の顛末を自分のコラムに掲載した。新聞は、フーヴァーがバカルターにベストなオファーをしたと報じた。
一説に、フーヴァーとは仲介者を通じて、連邦法で裁かれるのみで州検察へは引き渡されないとの約束を交わし、バカルターはそれを信じて投降したが、投降後、そんな約束はなかったことに気づき、罠に嵌められたと悟ったとも伝えられた。
投降場所や時期はバカルターに近い仲間モー・ディンプル・ウォリンスキーが段取りしたともいう。ウィンチェルによれば、バカルター引き渡しの為何度も電話でやり取りした先方の男は謎の人物で、投降直前に顔を合わせた時、覆面していた。投降時、バカルターにかかる懸賞金は国と州合わせて5万ドルまで高騰していた。
デューイの捜査班を構成するニューヨーク市警の警官が、バカルターを護送中だったFBI捜査官と小競り合いを起こした。警官はバカルターを強引に事情聴取しようとし、FBIに邪険に追い払われた。ニューヨーク市長のフィオレロ・ラガーディアは、「おめでとう。FBIはニューヨーク（当局）に何のメダルもよこさなかった」と皮肉った。

### 裁判
1940年1月2日、連邦裁判でヘロイン密輸で刑期12年、更に反トラスト法違反2年刑を合わせた14年刑を宣告された。この間デューイが連邦大陪審に対してバカルターの身柄を州裁判所へ移送する許可申請を行い、これが認められた。これでバカルターの思惑は完全に外れた。判決翌日、ニューヨーク州マンハッタン検察に移送され、1月15日に公判が始まった。
1940年3月2日、ニューヨーク.州マンハッタン大陪審でパン屋強請・トラック産業強請など15件で無期懲役を宣告された。州の裁判が終わると、連邦刑を服役すべく、カンザス州レブンワース連邦刑務所へ送られた。

### レルズの自白

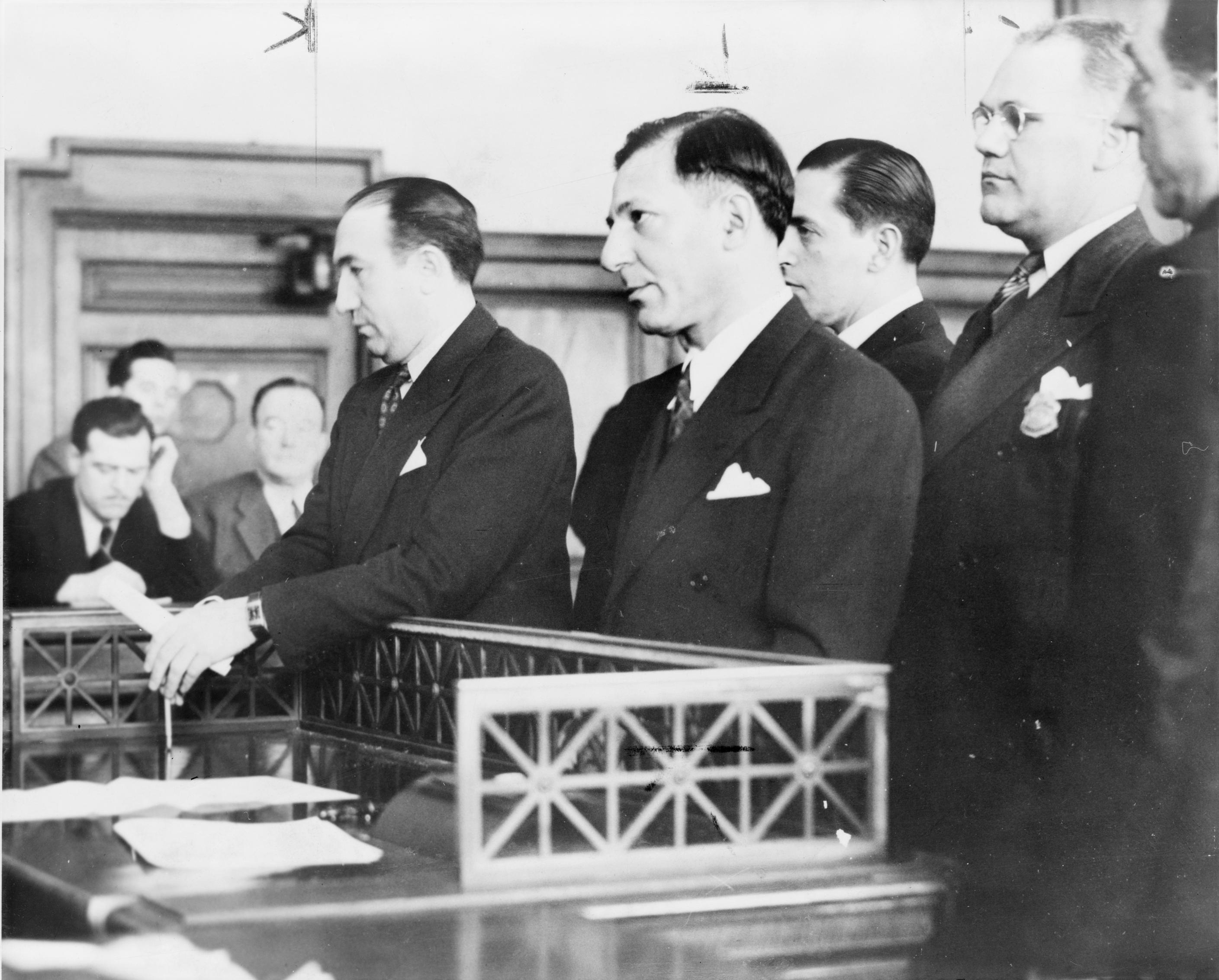
裁判を受けるバカルター（1941年）

1940年2月、マーダー・インクの“キッド・ツイスト”エイブ・レルズがブルックリン警察に逮捕され、ニューヨーク州ブルックリン地区検察のウィリアム・オドワイヤー首席検事はバートン・ターカス検事に組織壊滅を指示した。レルズは第一級殺人罪の告訴を取り下げる代わりに密告者に転じる司法取引に応じ、マーダーインクの同僚メンバーの殺人行為を次々に自白した（そのことで未解決事件がブルックリンだけで49件も片付いた）。バカルターやアナスタシア、シーゲルなど、マーダーインク上層部の殺人関与も自白し始めた。
1940年9月、オドワイヤーはデューイと同じようにバカルターを州法廷に引っ張りこむため連邦当局と調整に入った。1941年4月までにニューヨークへの移送が決まり、翌月カンサスのレブンワースからマンハッタンの連邦拘置所に車で護送された。1941年4月、バカルターの潜伏を助けていたとして、シーゲル、アナスタシアを含む14人が逮捕された。
1941年8月、ブルックリンのキャンディーショップ店主ジョゼフ・ローゼン殺害容疑でブルックリン検察に起訴された。バカルターの弁護団が陪審員の資格にクレームをつけたため陪審員の選定に手間取り、実質的な公判は同年10月20日にずれ込んだ。この間レルズに続いて、アルバート・タネンバウムもバカルターの殺人関与について自白した。
1941年11月12日、バグジー・シーゲルの裁判で証言する予定だったレルズがコニーアイランドの護衛付のホテルの6階から墜落死した。バカルターと共に告発されていたアナスタシアへの訴追は「証人レルズの死亡により取り下げる」とオドワイヤーは宣言したが、バカルターの訴追手続は代役のタネンバウムらを証人に立てて継続された。
1941年12月、第一級殺人罪で死刑判決を下された。すぐ控訴したが、1942年10月、再審で再び死刑判決を受けた。

### 最期
連邦検察とニューヨーク州検察は、バカルターに対する司法権（刑罰執行権）を巡って対立した。バカルターは州の公判が終わるとレブンワース連邦刑務所に戻された。デューイはバカルターの身柄引き渡しをしつこく要求したが、連邦は連邦刑の消化が優先されるとして応じなかった。紆余曲折の末、州に引き渡されることになり、1944年1月21日、ニューヨーク州のシンシン刑務所に移された。
連邦と州の対立を利用した弁護士の立ち回りで死刑執行日は何度も延期され、1944年3月初めにセットされた。バカルターは死刑を免れるため最後の手を打った。マンハッタン地区検事フランク・ホーガンとの面会を要請した。ホーガンがこれに応じ、ホーガンを通じて、当時州知事になっていたデューイに司法取引を働きかけた。デューイは48時間の猶予を与え、バカルターの言い分を聞いたが、2日後、何も起こらなかった。デューイは執行猶予の理由を「憲法上の権利を保障するため」としか言わなかったが、新聞は48時間の猶予の意味をあれこれ詮索し、デューイが確実に大統領に就任できる決定的な何かをオファーしたと書き立てた（ニューヨーク・デイリーミラー）。デューイは1944年、大統領の共和党候補指名を勝ち取り、大統領選挙を控えていた。バカルターの司法取引は、一説にライバルのフランクリン・ルーズベルト大統領の組合問題エキスパートだったシドニー・ヒルマンに関する情報提供だったと後日言われた。
バカルターは48時間の猶予が終わりかけた頃に妻を通じて声明を出した。「刑罰を軽くしてもらうために何かの情報を当局に与えるようなことは一切しなかった、そのことは是非理解してもらいたい。刑罰の軽減など頼んでもいない。自分が頼んだ唯一の事は、事実関係を調査するコミッションを開くことだった。調査の結果、私が無実だとわかれば、喜んで電気椅子に座るつもりだ」。組織の秘密を暴露していないことをシンジケート仲間へ伝えるメッセージと見られた。デューイはバカルターのオファーを受け入れなかった。
1944年3月4日23時過ぎ、シンシン刑務所で2人の部下ルイス・カポネ、エマニュエル・"メンディー"・ワイスと共に電気椅子により処刑された。ワイスが無実を訴える中、カポネと共にバカルターは一言も発することのないまま死に臨んだ。
バカルターのガーメント地区の組合利権はアルバート・アナスタシアの手に渡った。

## エピソード
- 温厚な顔だちと穏やかな声をもち、仲間と酒を飲むのではなく家で家族と過ごし読書した[5][48]。
- いつもウールスーツに身を包み、遠慮しがちな、申し訳なさそうな態度で人に接した>[49]。
- 部下に対しては気前が良く、ホッケーゲームやボクシング、冬のクルーズなどに連れて行った[2]。
- バカルターの処刑後ギャングへの司法当局の追及が止まった事から、組織への捜査をバカルターで手打ちとするマフィア-当局の密約があったとする見方がある[50]。
- ターカス検事の回想記によると、第一級殺人が問われた裁判に出廷した証人は誰もバカルターを殺害命令者とは名指ししなかった。殺害指令は誰もいない部屋でたった1人にしか伝えなかったと言われる。自分をカバーする才能に長けた。ターカスはバカルターを死刑台に送り込むために、元仲間の証人たちに刑の減免と引き換えに偽証させたとする説がある[51]。
- デューイはバカルターを有罪に追い込んだ功績を引っ提げて1942年の州知事選に臨み、当選した。オドワイヤーもバカルターを死刑台に送り込んだ功績を引っ提げて1945年のニューヨーク市長選に臨み、当選した。バカルターは野心的な政治家がキャリアアップするための踏み台となった。

## 関連作品
1960年の映画『殺人会社』や、1975年の映画『暗黒街の顔役』などで取り上げられている。